# Kustaria carbonaria
Kustaria
Genre
Synonymes
- Scudderia Kušta, 1888 nec Stål, 1873

Espèce
Synonymes
- Scudderia carbonaria Kušta, 1888

Kustaria carbonaria, unique représentant du genre Kustaria, est une espèce fossile d'araignées de la famille des Arthromygalidae.

## Distribution
Cette espèce a été découverte à Rakovník en Tchéquie. Elle date du Carbonifère.

## Publications originales
- Kušta, 1888 : O nových arachnidech z karbonu Rakovnického. (Neue Arachniden aus der Steinkohlenformation bei Rakonitz). Sitzungsberichte der Königlich Böhmischen Gesellschaft der Wissenschaften, Mathematisch-Naturwissenschaftliche Klasse, vol. 1888, p. 194–208.
- Petrunkevitch, 1953 : Palaeozoic and Mesozoic Arachnida of Europe. Memoirs of the Geological Society of America, vol. 53, p. 1–128.